# Koninklijke Bruneise luchtmacht
De Koninklijke Bruneise luchtmacht is de luchtmacht van het Zuidoost-Aziatische sultanaat van Brunei.
De luchtmacht is grotendeels gestationeerd op Luchtmachtbasis Rimba die tegenover de internationale luchthaven van Brunei in het noordoosten van het land ligt.
Het is de taak van de luchtmacht om Bruneis land- en zeegrenzen te bewaken en te verdedigen.

## Geschiedenis

Embleem

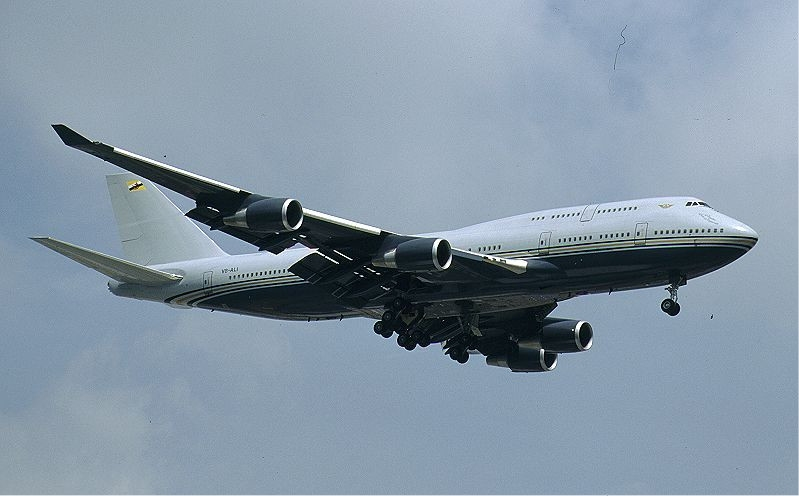
Boeing 747 van de Sultan van Brunei (1999)

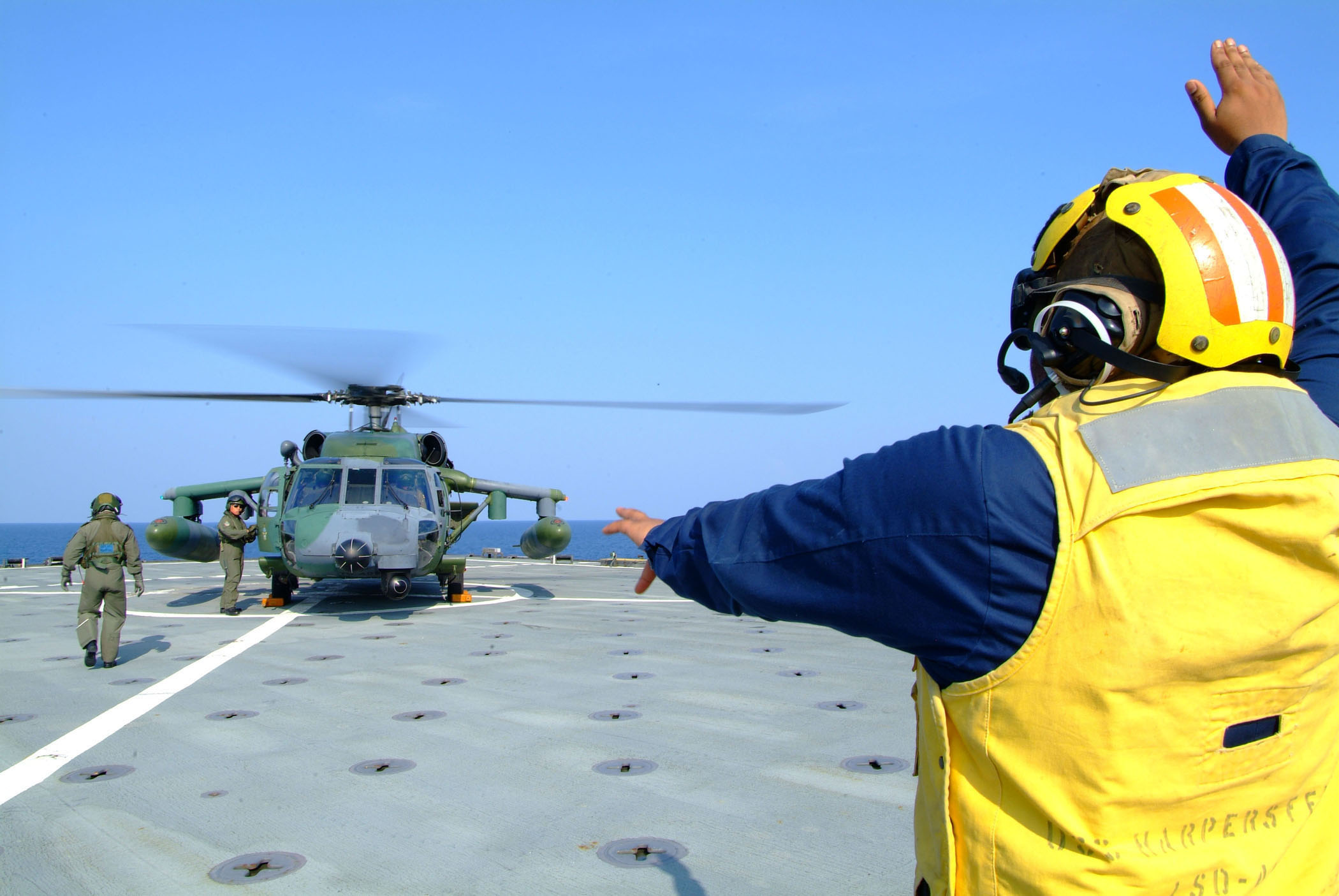
Een Bruneise Black Hawk op het dek van een Amerikaans marineschip (2005)

De voorloper van de Bruneise luchtmacht was de luchtvleugel van de Koninklijke Bruneise krijgsmacht die in 1965 met helikopters begon te vliegen. De luchtvleugel had twee Sikorsky H-19-helikopters om artsen naar afgelegen gebieden te vliegen. Die taak werd uitgevoerd door burgerpiloten. In 1966 werden ze overgenomen door drie Westland Whirlwind-helikopters van de Koninklijke Britse luchtmacht. In 1967 werd de luchtvleugel omgedoopt tot Helikopterpeloton en uitgerust met vijf Bell 206-helikopters.
In 1980 werd de Technische Vliegtrainingschool opgericht en een jaar later werd een tweede squadron gevormd met Bölkow Bo 105-helikopters. Weer een jaar later werd een derde squadron opgericht met Aermacchi SF.260-vliegtuigjes. Na Bruneis onafhankelijkheid van het Verenigd Koninkrijk in 1984 werd de luchtvleugel nog verder uitgebreid. Op 1 oktober 1991 werd ze bij decreet van de sultan officieel omgedoopt tot Koninklijke Bruneise luchtmacht.
In 1997 werden een vierde en een vijfde squadron gevormd met respectievelijk Blackhawk-helikopters en CASA CN-235-transportvliegtuigen. Ook werden de toestellen van het derde squadron vervangen door Pilatus PC-7's. In 1999 werd het squadron Achtenderdig opgericht en uitgerust met Mistral-luchtdoelraketten.

## Inventaris
| Toestel       | Versie(s)   | Aantal (or.) | Rol         | Herkomst         |             |
| Vliegtuigen   | Vliegtuigen | Vliegtuigen  | Vliegtuigen | Vliegtuigen      | Vliegtuigen |
| ------------- | ----------- | ------------ | ----------- | ---------------- | ----------- |
| CASA CN-235   | CN 235M     | 1            | transport   | Spanje           |             |
| Pilatus PC-7  |             | 4            | training    | Zwitserland      |             |
| Helikopters   |             |              |             |                  |             |
| Bell 206      | 206B        | 5            | varia       | Verenigde Staten |             |
| Bell 212      |             | 10           | transport   | Verenigde Staten |             |
| Bell 214      | 214ST       | 1            | transport   | Verenigde Staten |             |
| MBB Bo 105    | Bo 105CB    | 6            | varia       | Duitsland        |             |
| Sikorsky S-70 | S-70A S-70C | 4 2          | transport   | Verenigde Staten |             |